# 원수장
원수장(元帥杖, 독일어: Marschallstab)은 서양의 고위 장교들이 들고 다닌 작은 막대기이다. 나폴레옹 시대 프랑스나 나치 독일 시절의 장군들의 것이 특히 유명하다.

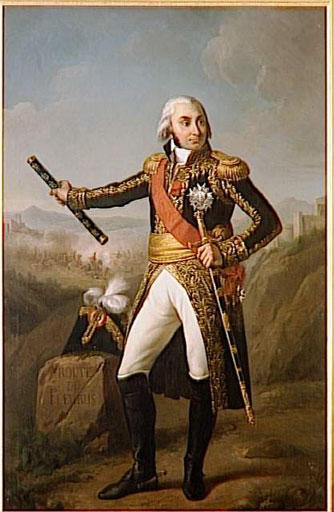
원수장을 든 장바티스트 주르당
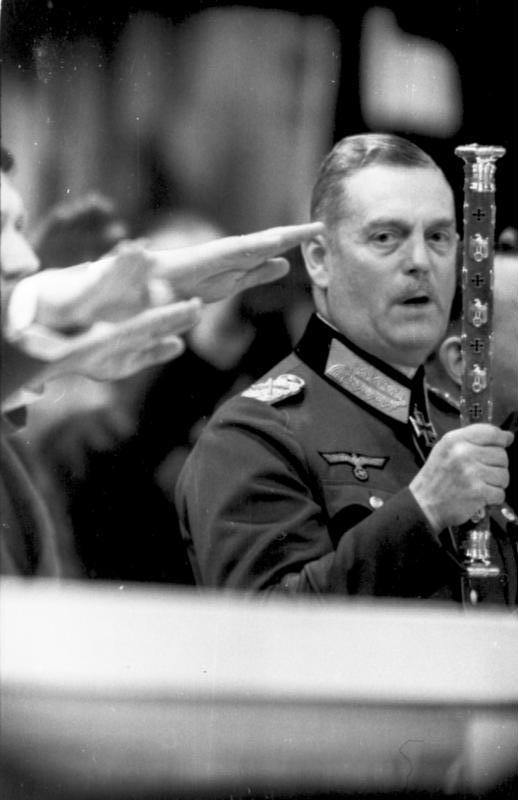
원수장을 든 빌헬름 카이텔
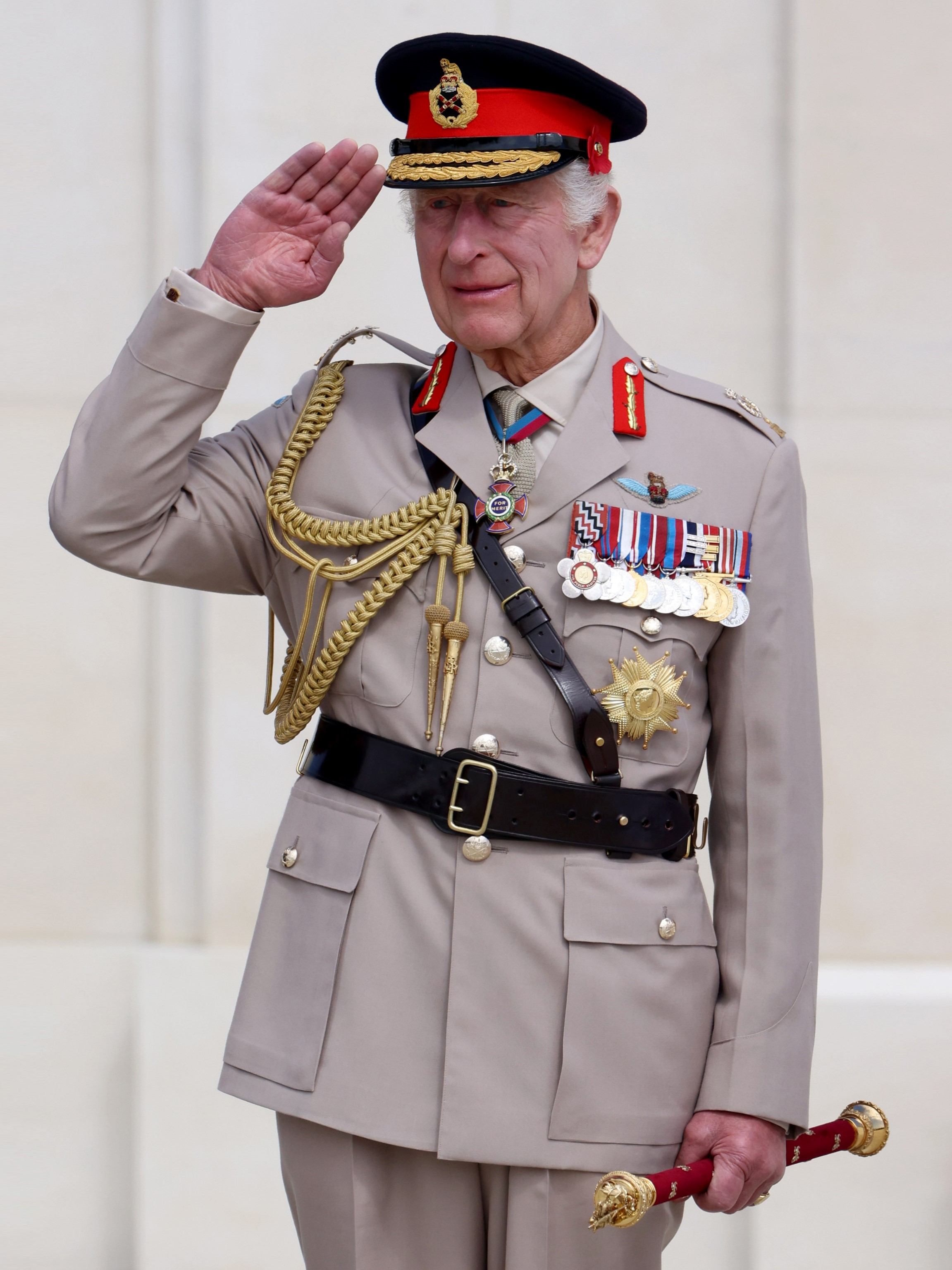
원수장을 든 찰스 3세

## 같이 보기
- 군바이